# Графічний режим
Графічний режим — режим комп'ютерного відеоадаптера.
У графічному режимі (наприклад, в операційній системі Windows) осередки відеопам'яті містять не ASCII-коди символів як в текстовому режимі, а інформацію про колір кожного пікселя. Тобто, знакогенератор і його пам'ять, які використовуються в текстовому режимі, в графічному режимі не задіюються. Наприклад, в монохромній графіці використовується один біт на піксель, в 16-кольоровій графіці використовуються 4 біта на піксель, в 256-кольоровій графіці — 8 біт на піксель тощо. Коди пікселів з відеопам'яті передаються контролером ЕПТ через знакогенератор без змін. Потім вони надходять безпосередньо на зсувний регістр і на генератор сигналів. Саме генератор сигналів виробляє по командах контролера ЕПТ аналогові або ТТЛ-відеосигнали (поряд з сигналами синхронізації).